# Jenilee Harrison
Jenilee Harrison, född 12 juni 1959 i Northridge, Los Angeles, är en amerikansk skådespelare. 
Hon jobbade i ungdomen som fotomodell, bland annat för Kelloggs cornflakes. Hon har också korats till Miss Young America och fick sitt genombrott i komediserien Three's Company men är dock mest känd för sin roll som Jamie Ewing Barnes i långköraren Dallas. Hon medverkade mellan 1984 och 1986 och hennes rollfigur dog två gånger (en gång i en dröm). 
Harrison har även medverkat i That 70's show, Kärlek ombord och Hotel. Hon har inte filmat sedan år 2000.